# 櫛引素夫
櫛引 素夫（くしびき もとお、1962年 - ）は、ジャーナリスト出身の日本の地理学者、メディア論研究者、青森大学社会学部教授、専門地域調査士。

## 経歴
青森市生まれ。実家は、後に建設される新青森駅の近傍にあった。
東北大学大学院理学研究科修士課程を修了し、1987年に東奥日報に入社、以降、メディア情報部，八戸支社、政経部などを経て、2006年から政経部付編集委員となった。この間、弘前大学大学院地域社会研究科博士後期課程に学び、2006年に博士論文「地域振興策としての整備新幹線構想が持つ問題点と可能性：東北新幹線・盛岡以北を中心に」により博士（学術）を取得した。
八戸支社勤務時代の2000年から、取材を契機として整備新幹線問題について特に関心を寄せるようになり、学術的研究にも取り組むようになった。また、長期連載記事として「地域のあした－平成の大合併」（2004年）、「20年後へのシナリオ」（2005年）、「縮む社会」（2006年）、「ここに生きる－あおもり09　ふるさと考」（2009年）などを手がけた。
2013年、青森大学社会学部准教授に転じて、2016年に教授に昇任し、メディア論、地域社会調査法などを講じている、整備新幹線に関わる研究のほか、空き家問題、地域コミュニティ、防災などに関する研究をしている。

## おもな著書
- 地域振興と整備新幹線：「はやて」の軌跡と課題、弘前大学出版会、2007年
- 新幹線は地域をどう変えるのか : フォーラム新幹線学2020、古今書院、2020年